# 嗅覚過敏
嗅覚過敏（きゅうかくかびん、英: Hyperosmia）とは、嗅覚の感受性が通常よりも高まる状態であり、通常は嗅覚閾値が低下することで引き起こされる。 この知覚障害は、嗅覚受容体から嗅皮質までのいずれかの経路において、異常に強い信号が生じることで起こる。嗅覚過敏の原因には、遺伝的要因、ホルモンの変動、環境要因、あるいはベンゾジアゼピン離脱症候群によるものがある。

## 原因

### 遺伝的要因
Menasheらの研究によれば、OR11H7Pという偽遺伝子の一塩基多型（SNP）を持つ人は、イソ吉草酸に対する受容体の活性化閾値が低く、この物質に対して嗅覚過敏を示すことが分かっている。
Kellerらの別の研究では、ヒトの嗅覚受容体OR7D4が機能している個体は、アンドロステノンやアンドロスタジエノンに対してより敏感で、それらを不快と感じやすいことが示されている。一方、OR7D4に二つの非同義SNPを持つ場合は機能が低下している。 ただし、一般的な嗅覚過敏に関する遺伝的背景の研究はまだ進んでいない。

### 環境要因
環境要因による嗅覚過敏の研究は限られているが、いくつかの仮説が提案されている。
Atianjohらの研究では、アンフェタミンがマウスの嗅球におけるドパミンレベルを低下させることが示された。 このことから、アンフェタミンの使用がヒトおよび動物における嗅覚過敏を引き起こす可能性があると仮定されている。オリヴァー・サックスの著書にも、アンフェタミン使用後に嗅覚が過敏になった患者（後に本人であると明かされた）の記録がある。
また、炭化水素蒸気の吸入により嗅覚過敏が起こることが観察されており、これは嗅球内のドパミン作動性ニューロンの破壊によると考えられている。
乾癬の治療に用いられるメトトレキサートも、嗅覚過敏を引き起こすことがあり、特に片頭痛の既往がある患者に多い可能性が指摘されている。 ただし、これは研究ではなく観察報告であるため、検証が必要である。

## 治療法
原因が環境要因である場合、診断や治療がなされなくても、通常は時間の経過とともに正常な嗅覚感度に戻ることが多い。かつてはブチロフェノン系薬剤やチオリダジン塩酸塩などのドーパミン拮抗薬が治療に用いられたが、副作用のため現在は中止されている。